# Caparmena
Caparmena is een kevergeslacht uit de familie van de boktorren (Cerambycidae). De wetenschappelijke naam van het geslacht werd voor het eerst geldig gepubliceerd in 2002 door Sudre & Teocchi.

## Soorten
Caparmena is monotypisch en omvat slechts de volgende soort:
- Caparmena adlbaueri Sudre & Téocchi, 2002